# Capão da Canoa
Capão da Canoa este un oraș în Rio Grande do Sul (RS), Brazilia.